# Russisk litteratur
Russisk litteratur er den litteratur, der er skrevet på russisk i Rusland eller af russiske emigranter, og russisksproget litteratur i flere uafhængige nationer, der tidligere var en del af det historiske Rusland eller det tidligere Sovjetunionen. Før 1800-tallet var frøene til den russiske litterære tradition sået af digtere, dramatikere og forfattere som Gavrila Derzjavin, Denis Fonvizin, Aleksandr Sumarokov, Vasilij Trediakovskij, Nikolaj Karamzin og Ivan Krylov.
Først tidligt i 1800-tallet kom russisk litteratur i dialog med Vesteuropa, særligt Frankrig, og blev en del af verdenslitteraturen. Fra og med 1830'erne gik russisk litteratur gennem en enestående guldalder, som begyndte med poeten og romanforfatteren Aleksandr Pusjkin, der anses som Ruslands nationalpoet, og kulminerede med to af de største romanforfattere i verdenslitteraturen, Leo Tolstoj og Fjodor Dostojevskij, og i yderligere dramatikeren og forfatteren af noveller, Anton Tjekhov. I 1900-tallet bestod de mest fremtrædende navne i russisk litteratur af de internationalt anerkendte digtere Aleksandr Blok, Sergej Jesenin, Anna Akhmatova, Marina Tsvetaeva, Osip Mandelsjtam, Boris Pasternak, Joseph Brodskij, Vladimir Majakovskij og prosaforfattere som Maksim Gorkij, Ivan Bunin, Vladimir Nabokov, Mikhail Sjolokhov, Mikhail Bulgakov, Andrej Platonov, og Aleksandr Solsjenitsyn. Flere af disse fik Nobelprisen i litteratur. Brødrene Arkadij og Boris Strugatskij var fornyere af science fiction-genren og forfatterne Nik Perumov, Sergej Lukjanenko og Max Frei (pseudonym for Svetlana Jurevna Martyntjik) er en del af fantastisk prosa-genren. Internationalt indflydelsesrige litteraturteoretikere var navne som Roman Jakobson, Viktor Sjklovkij, Mikhail Bachtin og Jurij Lotman.
Tre store brud med traditionen deler den russisksprogede litteraturhistorie i fire epoker: gammelrussisk, kejserlig russisk, sovjetisk og post-sovjetisk litteratur. Peter den Stores nye politik med orientering af Rusland mod Vesteuropa førte til et så omfattende brud, at man i 1800-tallet fejlagtigt troede, at den russiske litteratur først var opstået hundrede år tidligere. Vissarion Belínskij, den mest indflydelsesrige litteraturkritiker i 1800-tallet gik så langt som at foreslå et nøjagtigt år for russisk litteraturs opkomst: 1739. Den russiske revolution i 1917 med bolsjevikkernes magtovertagelse gjorde med et slag officiel russisksproget litteratur til et instrument for Sovjetunionen. Med Mikhail Gorbatjovs magtovertagelse i 1985 og Sovjetunionens sammenbrud i 1991 blev det litterære klima ændret radikalt. Alle disse litterære skillelinjer skete hurtigt og ikke gennem gradvise ændringer, som ellers var det sædvanlige i kulturhistorien.

## Udvalgte forfattere
- Aleksandr Pusjkin
- Fjodor Dostojevskij
- Anton Tjekhov
- Leo Tolstoj
- Aleksandr Blok
- Sergej Jesenin
- Anna Akhmatova
- Marina Tsvetaeva
- Osip Mandelsjtam
- Boris Pasternak
- Joseph Brodskij
- Vladimir Majakovskij
- Maksim Gorkij
- Ivan Bunin
- Vladimir Nabokov
- Mikhail Sjolokhov
- Mikhail Bulgakov
- Andrej Platonov
- Aleksandr Solsjenitsyn
- Roman Jakobson
- Viktor Sjklovkij, Mikhail Bachtin
- Jurij Lotman
- Sofja Vasiljevna Kjoler
- Viktor Pelevin